# Atrina texta
Atrina texta ist eine Muschel-Art aus der Familie der Steckmuscheln (Pinnidae). Das Verbreitungsgebiet der Art ist Südkalifornien und Niederkalifornien sowie die Galápagos-Inseln.

## Merkmale
Das Gehäuse ist länglich-dreieckig und mäßig gebläht. Es wird bis zu 26,5 cm lang. Es ist vergleichsweise breit im Verhältnis zur Länge, der L/B-Index ist < 2. Der Dorsalrand ist annähernd gerade. Der Ventralrand ist vorne konkav, zum Hinterende hin leicht konvex gekrümmt. Der Hinterrand ist abgestutzt. Der vordere Schließmuskel ist länglich und sehr klein; er sitzt nicht ganz randlich am Vorderende. Der hintere Schließmuskel befindet sich innerhalb der Perlmuttschicht. Die Perlmuttschicht reicht bis etwa zwei Drittel der Gehäuselänge (vom Vorderrand aus gesehen).
Die Schale ist dünn und durchscheinend. Sie ist hell-hornbraun, wird aber zum vorderen Ende hin etwas dunkler. Die Oberfläche der dorsalen drei Viertel zeigt etwa 26 bis 30 feine, radiale Rippen, die mit kurzen dreieckigen Dornen besetzt sind. Die Dornen sind in randparallelen Reihen angeordnet. Sie fehlen im ventralen Viertel des Gehäuses. Hier sind nur asymptotische Anwachsstreifen vorhanden.

### Ähnliche Arten
Atrina texta hat ca. 30 sehr feine, weit auseinander stehende, gezähnelte Rippen, Atrina maura dagegen 9 bis 16 Rippen mit röhrenförmigen, offenen Stacheln. Atrina oldroydii hat dagegen nur schwache Rippen mit schwachen randparallelen Streifen.

## Geographische Verbreitung und Lebensraum
Das Verbreitungsgebiet ist im Vergleich zu anderen Steckmuscheln der amerikanischen Westküste eng begrenzt. Es umfasst den südlichsten Teil von Kalifornien (bei Jalama, 34,5° N, Santa Barbara County), Niederkalifornien und den Golf von Kalifornien sowie die Gewässer um die Insel Santa Cruz (Galápagos-Inseln) (0° 45' S).

## Taxonomie
Die Art wurde von Leo George Hertlein, G. Dallas Hanna und Archibald McLure Strong 1943 erstmals beschrieben. Die Art ist allgemein als gültiges Taxon anerkannt. Peter Schultz und Markus Huber ordnen die Art der Untergattung Servatrina zu.

## Belege